# Rally RACE de España de 1969
El Rally RACE de España de 1969, oficialmente 17.º RACE Rally de España, fue la decimoséptima edición, la séptima ronda de la temporada 1969 del Campeonato de Europa y la sexta de la temporada 1969 del Campeonato de España de Rally. Se celebró del 16 al 19 de octubre y contó con un itinerario de dieciocho tramos con dos pasadas al Circuito del Jarama.

## Clasificación final
| Pos. | Piloto               | Copiloto                | Automóvil                  | Tiempo  | Diferencia |
| ---- | -------------------- | ----------------------- | -------------------------- | ------- | ---------- |
| 1.   | Harry Källström      | Gunnar Häggbom          | Lancia Fulvia 1.6 Coupé HF | 3:26:11 | 0.0        |
| 2.   | Gilbert Staepelaere  | André Aerts             | Ford Escort Twin Cam       | 3:27:08 | +56        |
| 3.   | Raffaele Pinto       | Arnaldo Bernacchini     | Lancia Fulvia 1.6 Coupé HF | 3:34:34 | +8:22      |
| 4.   | Alberto Ruiz-Giménez | Jaime Segovia           | Lancia Fulvia 1.3 Coupé HF | 3:45:44 | +19:32     |
| 5.   | Noël Van Assche      | Dejonghe                | BMW 2002                   | 3:47:54 | +21:42     |
| 6.   | Chris Tuerlinckx     | Etienne Stalpaert       | Opel Commodore GS          | 3:49:37 | +23:25     |
| 7.   | José Manuel Lencina  | Ángel Luis Caballero    | Lancia Fulvia 1.3 Coupé HF | 3:50:59 | +24:47     |
| 8.   | Kurt Simonsen        | Arne Henriksson         | Opel Kadett                | 3:52:46 | +26:34     |
| 9.   | Lucas Sainz          | Emilio Rodríguez Zapico | Renault 8 Gordini          | 3:54:41 | +28:29     |
| 10.  | Claes Billstam       | Synnove Billstam        | Opel Kadett Rallye         | 3:57:41 | +31:29     |